# Кек
Кек (рос. кек, англ. cake, англ. filter cake; нім. Filterkuchen m, нім. Filterrückstand m, нім. Preßkuchen m) —
1. Шар твердих частинок, що залишається на фільтрувальній поверхні після фільтрації суспензій, або нерозчинний залишок, який одержують після вилуговування цінних компонентів з руди або проміжного продукту.
2. Осад або активний мул, зневоднений до 60-85 % вологості. ДСТУ 2569-94, п. 135 m.
3. Фільтрокек — твердий продукт, одержуваний у процесі фільтрування, зневоднений матеріал, осад. Інша назва — кек.

Кек — мем 2015 року.